# شری پایپر
شری پایپر (به انگلیسی: Cherie Piper) ورزشکار زن رشتهٔ هاکی روی یخ اهل کشور کانادا است. وی در بین سال‌های ‎۲۰۰۲ تا ۲۰۱۰ میلادی در مسابقات بازی‌های المپیک زمستانی در مجموع ۳ مدال طلا را کسب کرد.